# Szlovéniában történt légi közlekedési balesetek listája
A Szlovéniában történt légi közlekedési balesetek listája mind a halálos áldozattal járó, mind pedig a kisebb balesetek, meghibásodások miatt történt, gyakran csak az adott légiforgalmi járművet érintő baleseteket is tartalmazza évenkénti bontásban.

## Szlovéniában történt légi közlekedési balesetek

### 1944
- 1944. május 24. Alsóbeszterce. Légi harc közben találatot kapott a gépe és lezuhant Sárkány Sándor hadnagy Messerschmidt Me 109-es típusú repülőgépével. A hadnagy életét vesztette.[1]

### 1964
- 1964. június. 10. Muraszombat közelében. A Magyar Néphadsereg 219-es oldalszámú MiG–21F–13 típusú vadászgépe generátor meghibásodás miatti energiahiány miatt elvesztette a pilóta a tájékozódást. A gép pilótája, Alker József főhadnagy sikeresen katapultált. A gép megsemmisült.

### 2016
- 2016. július 15., Ljubljanától délre. Lezuhant egy Piper PA–32-es típusú kis repülőgép. A gépen utazó 3 fő és a pilóta életét vesztette. Mindannyian német állampolgárok voltak. A gépen utazott Thomas Wagner milliárdos is.[2]